# Јенисејски рејон
Јенисејски рејон (рус. Енисейский район) је општински рејон у западном делу Краснојарске Покрајине, Руске Федерације.
Административни центар рејона је насеље Јенисејк (рус. Енисейск). Удаљеност овог места од Краснојарска је 365 km.
Суседне области су:
- север: Турухански рејон и Евенкија
- исток: Северо-Јенисејски и Мотигински рејон
- југоисток: Казачински рејон
- југ: Пировски, Бириљуски и Ћућетски рејон
- запад: Томска област и Ханти-Мансија

Укупна површина рејона је 106.300 km².
Укупан број становника је 26.320 (2012)